# Glory of Heracles (серия игр)
Glory of Heracles (яп. ヘラクレスの栄光 Herakuresu no Eikō) — серия японских ролевых видеоигр, созданная Data East в 1987 году. Игры включают в себя Геракла в качестве главного героя или важного персонажа и имеют элементы сюжета, вдохновлённые древнегреческими мифами.

## Игры
- Tōjin Makyō Den: Heracles no Eikō (яп. 闘人魔境伝 ヘラクレスの栄光) (1987) — первая игра серии. Выпущена на NES
- Heracles no Eikō II: Titan no Metsubō (яп. ヘラクレスの栄光II タイタンの滅亡) (1989) — вторая игра серии. Выпущена на NES
- Heracles no Eikō III: Kamigami no Chinmoku (яп. ヘラクレスの栄光III 神々の沈黙) (1992) — третья игра серии. Выпущена на SNES, позднее перевыпущена для виртуальной консоли Wii и Wii U[1]
- Heracles no Eikō: Ugokidashita Kamigami - The Snap-Story (яп. ヘラクレスの栄光 動き出した神々 The Snap-Story) (1992) — спин-офф на GameBoy, позднее перевыпущена для виртуальной консоли Nintendo 3DS
- Heracles no Eikō IV: Kamigami kara no Okurimono (яп. ヘラクレスの栄光IV 神々からの贈り物) (1994) — четвёртая игра серии. Выпущена на SNES, позднее перевыпущена для виртуальной консоли Wii и Wii U[2]
- Heracles no Eikō: Tamashii no Shōmei (яп. ヘラクレスの栄光 魂の証明) (2008) — пятая игра серии. Выпущена на Nintendo DS[3]